# Kamen Rider 555
Kamen Rider 555 (仮面ライダー５５５（ファイズ）, Kamen Raidā Faizu ; Engels :Masked Rider Φ's of Masked Rider Phi's) is een Japanse tokusatsuserie, en de 13e van de Kamen Rider series. De serie is een coproductie tussen Ishimori Productions en Toei, en werd uitgezonden van januari 2003 tot januari 2004.

## Verhaal
De Smart Brain Corporation, ‘s werelds machtigste organisatie, probeert de wereld over te nemen middels de Ophenoch, de volgende stap in de menselijke evolutie. Met behulp van de Ophenoch proberen ze alle mensen uit te roeien. Tevens ontwikkelen ze drie krachtige harnassen genaamd Rider Gear (Delta, Faiz, en Kaixa), om de Oprhenoch koning te vinden en beschermen.
De Rider Gears worden gestolen door Hanagata, een voormalige president van de Smart Brain Corporation. Hij stuurt de harnassen naar zijn pleegkinderen zodat deze ze kunnen gebruiken om de Orphenoch te stoppen. Daar de harnassen gemaakt zijn voor Orphenoch, kunnen mensen ze alleen gebruiken nadat ze een genetische verandering hebben ondergaan.
Een jonge eenling genaamd Takumi Inui raakt onbedoeld betrokken bij het conflict, en wordt de eerste Kamen Rider: Kamen Ridr Faiz. Niet veel later duiken de andere Kamen Riders op, en het is nu aan hen om de mensheid te behoeden voor uitroeiing.

## Personages

### Kamen Riders
De Kamen Riders veranderen met behulp van speciale harnassen genaamd Rider Gear. Deze harnassen versterken iemands kracht en vaardigheden, en bieden bescherming tegen vrijwel alles. De harnassen zijn gebaseerd op tekens uit het Griekse alfabet.
Elke Rider Gear is beschermd met een code, en kan enkel worden gebruikt door een Orphenoch of een genetisch aangepast mens.
- Takumi Inui/Kamen Rider Faiz (仮面ライダーファイズ, Kamen Raidā Faizu): de hoofdpersoon uit de serie. Hij werd met tegenzin een Kamen Rider. Inui werkt niet graag samen met anderen, uit angst dat hij hen zal verraden. Indien er geen direct gevaar is, is hij vaak erg apathisch over zijn rol als held. Zijn activeringscode is 555.
- Kamen Rider Kaixa (仮面ライダーカイザ, Kamen Raidā Kaiza) : een harnas gedragen door meerdere mensen. De Kaixa is de sterkste van de drie Kamen Rider harnassen, maar ook de langzaamste. De eerste drager was Kouta Takamiya, maar hij stierf aan de gevolgen toen het harnas al zijn Orphenoch DNA opbrandde. In de rest van de serie is primaire drager van dit harnas Masato Kusaka. Tegen het einde van de serie komt ook hij om het leven, en neemt Yuji Kiba zijn harnas over.
- Kamen Rider Delta(仮面ライダーデルタ, Kamen Rider Deruta): het eerste harnas gemaakt door de Smart Brain Corporation. Dit harnas is niet veel meer dan een prototype, en derhalve minder sterk dan de andere twee. Ook dit harnas wordt in de serie door meerdere mensen gedragen. De eerste eigenaar was Kitazaki. De tweede vaste eigenaar was Shūji Mihara.

### Bondgenoten
De meeste van de Kamen Riders’ bondgenoten horen bij de Ryūsei School (流星塾,Ryūsei-juku), een groep van wezen geadopteerd door de voormalige president van Smart Brain, Hanagata. Zij staan bekend als de Ryūseiji.
- Mari Sonoda (園田 真理,Sonoda Mari): een lid van de Ryūsei School aan wie de Faiz Gear werd toegestuurd. Zij zette Takumi ertoe aan om Kamen Rider Faiz te worden. Ze geloofd altijd in het goede in haar vrienden.
- Keitarō Kikuchi (菊池 啓太郎,Kikuchi Keitarō): een jonge man wiens familie een stomerij runt. Hij gebruikte korte tijd de Kaixa Gear.
- Yūji Kiba (木場 勇治, Kiba Yūji): een jonge man die werd omgebouwd tot Orphenoch na te zijn gestorven bij een auto-ongeluk. Hij is een van de Orphenochs die niets ziet in de plannen van de Smart Brain Corporation, en de mensheid juist wil beschermen.
- Yuka Osada (長田 結花,Osada Yuka): Eveneens een Orphenoch die aan de goede kant staat.
- Shūji Mihara (三原 修二,Mihara Shūji): een relatief laf lid van de Ryūsei School, die het liefst de Orphenochs zou vergeten en teruggaan naar zijn gewone leven. Hij is een van de dragers van de Delta Gear.
- Saya Kimura (木村 沙耶,Kimura Saya): een van de dragers van de Delta Gear.

### Orphenochs
De Orphenoch (オルフェノク,Orufenoku) zijn een ras van doorgeëvolueerde mensen. De meeste hebben een monsterlijk uiterlijk. Ze willen de mensheid uitroeien om zo de wereld over te nemen. De Orphenoch zijn tevens het brein achter de Smart Brain Corporation, een van de machtigste organisaties ter wereld. De naam Orphenoch is een combinatie van de namen Orpheus en Henoch.
Alle Orphenochs beschikken over speciale talenten waaronder bovenmenselijke kracht, regeneratie, een pantser, versterkte zintuigen en transformatie naar een andere gedaante. Orphenochs zijn zeer lastig te doden, en kunnen enkel vernietigd worden door een Kamen Rider of een andere Oprhenoch.
Orphenochs hebben 1 zwakke plek: door een genetische fout hebben ze maar een zeer kort leven. Al enkele jaren na hun creatie valt hun lichaam uiteen. In de serie proberen de Orphenochs dan ook een manier te vinden om dit tegen te gaan.
Orphenochs komen voor in drie soorten:
- Natural Orphenochs: ontstaan uit overleden mensen die vervolgens als Orphenoch weer tot leven worden gebracht.
- Sired Orphenochs: ontstaan uit mensen die een Orphenoch aanval hebben overleeft.
- Evolved Orphenochs: genetisch perfect Orphenochs. Ze kunnen verder doorevolueren, ten koste van hun menselijkheid.

De Orphenochs zijn:
- Orpenoch King: een speciale Orphenoch die de gave bezit om de genetische fouten in ander Orphenochs te herstellen. De Rider Gears werden oorspronkelijk gemaakt om de Orphenoch King te beschermen.
- Renegades: Orphenochs die niet gehoorzaam zijn aan de Smart Brain groep, maar hun eigen agenda hebben. Sommigen van hen kiezen in de serie de kant van de Kamen Riders.
- Smart Brain: de Orphenochs achter de Smart Brain corporatie:
  - Kyōji Murakami (村上 峡児,Murakami Kyōji): De Rose Orphenoch, en de leider van Smart Brain.
  - Hanagata (花形,Hanagata): de adoptiefvader van de Ryūsei School, en voormalige president van Smart Brain. Hij maakte de drie Rider Gears.
  - Smart Lady (スマート レディ,Sumāto Redi): Smart Brain's "mascotte".
  - Leo (レオ,Reo): Een buitenlandse Orphenoch, tevens de drager van de Psyga Gear. Komt alleen in de film voor.
- Lucky Clover: een eliteteam van Orphenoch.
  - Kitazaki / Dragon Orphenoch (北崎 / オラゴンオルフェノク, Kitazaki / Doragon Orufenoku)
  - Saeko Kageyama / Lobster Orphenoch (影山 冴子 / ロブスターオルフェノク,Kageyama Saeko / Robusutā Orufenoku)
  - Itsuro Takuma / Centipede Orphenoch (琢磨 逸郎 / センチピードオルフェノク, Takuma Itsurō / Senchipīdo Orufenoku)
  - Mr. J / Crocodile Orphenoch (ミスター ジェイ / クロコダイルオルフェノク, Misutā Jei / Kurokodairu Orufenoku)
  - Aki Sawada / Spider Orphenoch(澤田 亜希 / スパイダーオルフェノク, Sawada Aki / Supaidā Orufenoku)
- Minor Orphenoch: de doorsnee Orphenoch. Zij namen de 'monster van de week' rol in

## Afleveringen
1. "A Trip's Beginning"
2. "The Belt's Power"
3. "King's Sleep..."
4. "My Name"
5. "Original"
6. "Trio × Trio"
7. "The Power of Dreams"
8. "The Protector of Dreams"
9. "Enter, the President"
10. "The Enigmatic Rider"
11. "The Enigmatic Belt"
12. "Meteor School"
13. "Friend of Foe?"
14. "Takumi's Spirit"
15. "The Fallen Idol ~ φ's vs. χ"
16. "Human Heart"
17. "Takumi, Revival"
18. "Narrow Escape from Death"
19. "Pure White Justice"
20. "The Beautiful Assassin"
21. "Accelerating Spirits"
22. "Masato's Confession"
23. "False Friendship"
24. "The Door to Darkness"
25. "The Dark Laboratory"
26. "Enter, Delta"
27. "Ryūsei School Breaks Up"
28. "Dark Clover"
29. "Excellent Bike"
30. "Masato's Trap"
31. "Origami Tears"
32. "Intertwined Threads"
33. "Mari Dies"
34. "True Form"
35. "The Ressurrection Riddle"
36. "Restored Memories"
37. "Kaixa's Justice"
38. "The Wandering Spirit"
39. "Faiz 2"
40. "Human Proof"
41. "Start to Capture"
42. "Broken Wings"
43. "Red Balloon"
44. "Final Mail"
45. "King's Awakening"
46. "A New President is Born"
47. "King's Appearance"
48. "Masato, Dying A Glorious Death"
49. "A Sign of Destruction"
50. "My Dream"

## Film
Kamen Rider 555: Paradise Lost (仮面ライダー555 パラダイス・ロスト, Kamen Raidā Faizu: Paradaisu Rosuto): een film uitgebracht op 16 augustus 2003. Speelt zich af in een andere realiteit dan de serie.

## Cast
- Kento Handa: Takumi Inui / Kamen Rider Faiz / Wolf Orphenoch
- Yuria Haga: Mari Sonoda
- Ken Mizorogi: Keitaro Kikuchi / Kamen Rider Kaixa
- Masayuki Izumi: Yuji Kiba / Kamen Rider Orga / Horse Orphenoch
- Yoshika Kato: Yuka Osada / Crane Orphenoch
- Mitsuru Karahashi: Naoya Kaido / Snake Orphenoch
- Kohei Murakami: Masato Kusaka / Kamen Rider Kaixa
- Atsushi Harada: Shuji Mihara / Kamen Rider Delta
- Rie Kasai: Rina Abe / Kamen Rider Delta
- Kengo Ohkuchi: Kazufumi Mizuno
- Gō Ayano: Aki Sawada / Spider Orphenoch
- Kayato Watanabe: Teruo Suzuki
- Taro Ishida: Detective Joji Soeno
- Koji Iwakawa: Detective Sawamura
- Manami Miwake: Hikaru Soeno
- Kenneth Duria: Mr. J / Crocodile Orphenoch
- Jun Yamasaki: Itsuro Takuma / Centipede Orphenoch
- Waka: Saeko Kageyama / Lobster Orphenoch
- Rei Fujita: Kitazaki / Dragon Orphenoch
- Hitomi Kurihara: Smart Lady
- Katsuyuki Murai: Kyoji Murakami / Rose Orphenoch
- Koji Naka: Hanagata / Goat Orphenoch
- Katsumi Shiono: Orphenochs (Stem)
- Hiroshi Yanaka: Arch Orphenoch (Stem)
- Takehiko Kano: Verteller